# 自由党 (フィリピン)
フィリピン自由党（フィリピンじゆうとう、英語: Liberal Party of the Philippines）は、フィリピンの自由主義（リベラリズム）政党である。2016年まで、同国の与党であった。

## 概要
1946年、マヌエル・ロハス上院議員が中道右派勢力を結集して創設した。フェルディナンド・マルコス政権期には民主国民連合を結成し、マルコス政権に対抗した。幹事長だったベニグノ・アキノ・ジュニアが暗殺された際には、反政府運動を劇化させた。マルコス政権崩壊後はコラソン・アキノ政権で与党になったが、1992年の選挙で下野。その後、2010年のベニグノ・アキノ3世政権にて再び与党に返り咲いた。
2016年フィリピン大統領選挙においては前内務・自治相だったマヌエル・ロハス（党創設者の孫）を候補者として擁立したが、ロドリゴ・ドゥテルテ候補に敗れた。